# Гельсінський університет

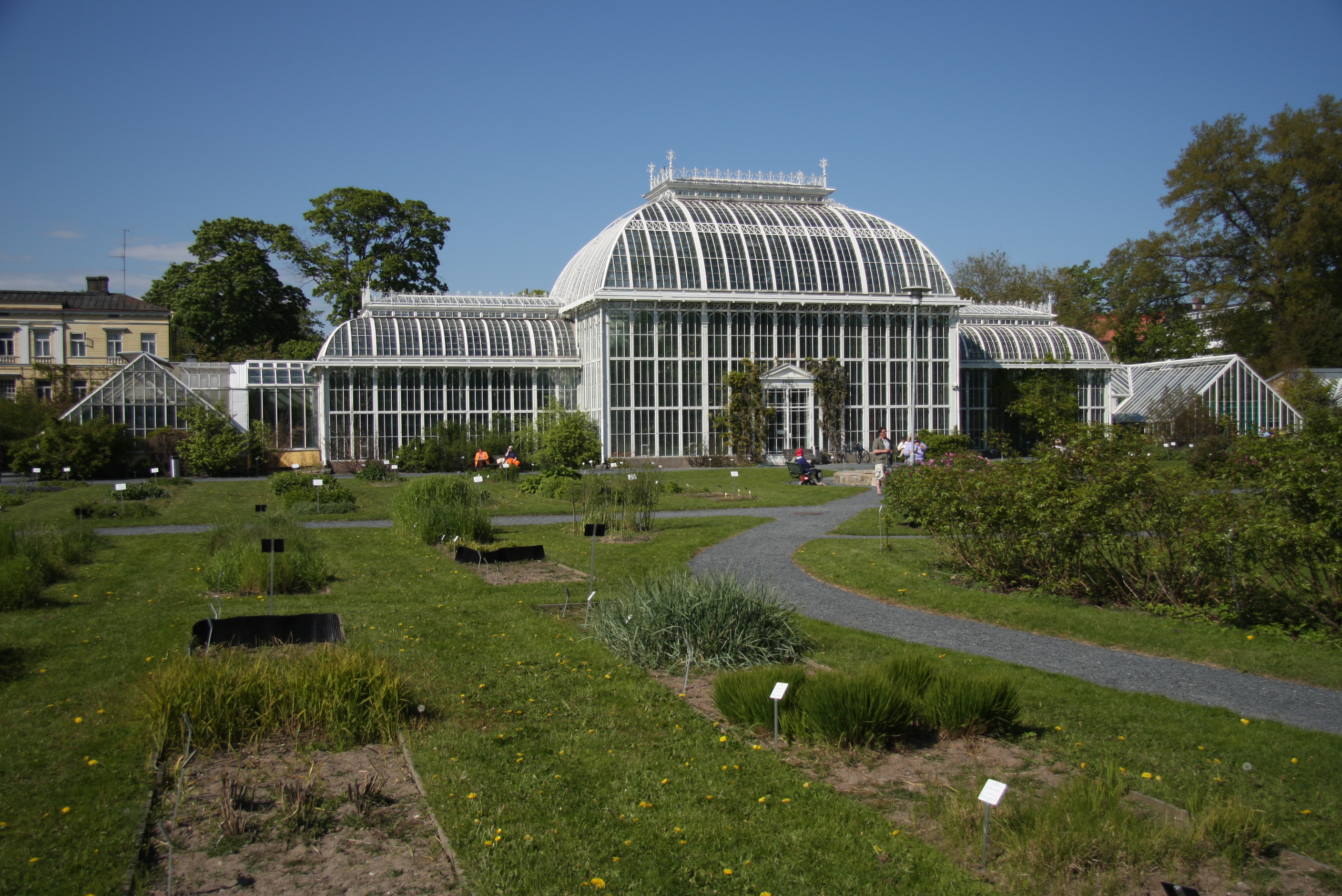
У ботанічному саду Гельсінського університету

Гельсінський університет (фін. Helsingin yliopisto, швед. Helsingfors universitet, лат. Universitas Helsingiensis) — один із найбільших університетів Фінляндії. Заснований в Турку в 1640 році як Королівська академія в Турку. В університеті навчається близько 38 000 студентів (в тому числі 5500 аспірантів).
З 1 серпня 2005 року університет згідно з європейським стандартом Болонського процесу пропонує навчання на бакалаврів, магістрів і докторських ступенів. Університет є членом LERU, Unica (університети в столицях Європи).
Канцлер університету з 2017 року — Каарле Хямері.
Університет входить до асоціації університетів Європи Утрехтська мережа.

## Історія
Заснований в місті Турку в 1640 році як Королівська академія в Турку.
Після пожежі 1827 року рішенням імператора Миколи I переведений із Турку в Гельсінгфорс і отримав назву Олександровський, на честь покійного брата імператора Олександра I.
У 1944 — році деякі будівлі університету були знищені бомбардуванням радянської авіації.

## Відомі випускники
Див. також — «Випускники Гельсінського університету‎»
- Ларс Альфорс, фінський математик
- Вяйньо Таннер — фінський політик
- Амвросій (Яаскеляйнен), православний митрополит
- Юхані Ахо, фінський письменник
- Міка Тоймі Валтарі, фінський письменник
- Арттурі Ілмарі Віртанен, фінський біохімік
- Хелла Вуолійокі, фінська письменниця
- Фелікс Іверсен, фінський математик
- Ейно Кайла, фінський філософ
- Матіас Кастрен, фінський філолог
- Гейккі Паасонен, фінський філолог і фольклорист
- Урхо Калева Кекконен, Президент Фінляндії (1956—1982)
- Пентті Ескола, фінський геолог і петрограф
- Марі Ківініемі, прем'єр-міністр Фінляндії
- Отто Вільгельмович Куусінен, фінський письменник, теоретик марксизму
- Лагермарк Герман Іванович, хімік, ректор Харківського університету
- Тууре Лехен, фінський філософ
- Ерік Хейнрікс, генерал-майор Фінської Армії. Герой радянсько-фінської війни (1939—1940). Почесний доктор філософії Гельсінського університету.
- Іван Іванович Мунк, генерал
- Юго Паасиківі, Президент Фінляндії (1946—1956), прем'єр-міністр Фінляндії
- Лаурі Христіан Реландер, Президент Фінляндії (1925—1931)
- Оллі Рен, єврокомісар, депутат Європарламенту
- Вальтер Магнус Рунеберг, фінський скульптор
- Іоганн Вільгельм Рунеберг, фінський лікар
- Евінд Свінхувуд, президент Фінляндії (1931—1937)
- Якоб Седерман, перший Європейський омбудсмен (1995—2003), фінський політичний і державний діяч
- Лінус Торвальдс, фінський програміст, хакер
- Тар'я Галонен, 11-й Президент Фінляндії (2000-)
- Ренні Харлін, фінський кінорежисер, сценарист, актор
- Матті Хяурю, професор біоетики та філософії права
- Сем Лейк, фінський письменник, що працював над створенням серій відеоігор «Max Payne» та «Alan Wake»